# Hugo Houle
Hugo Houle (* 27. September 1990 in Sainte-Perpétue, Québec) ist ein kanadischer Straßenradrennfahrer.

## Sportliche Laufbahn
Hugo Houle wurde 2008 kanadischer Meister im Straßenrennen der Juniorenklasse. In den Jahren 2010 bis 2012 gewann er jeweils den nationalen Meistertitel im Einzelzeitfahren der U23-Klasse. 2011 wurde er auch Meister im Straßenrennen. Im selben Jahr wurde er auch Profi bei dem kanadischen Team SpiderTech-C10. In der Saison 2012 gewann Houle eine Etappe und die Gesamtwertung bei der Tour de Québec und er wurde Gesamtzweiter bei der Tour de Beauce. Bei der Straßenweltmeisterschaften Ende der Saison belegte er in der U23-Klasse den 13. Platz im Einzelzeitfahren und den vierten Platz im Straßenrennen.
Zur Saison 2013 wurde Houle Mitglied im UCI WorldTeam AG2R La Mondiale. 2015 gewann er das Einzelzeitfahren bei den Panamerikanischen Spielen und wurde kanadischer Meister in derselben Disziplin. 2015 nahm er mit dem Giro d’Italia auch an seiner ersten Grand Tour teil. 2016 trat er für Kanada bei Olympischen Sommerspielen an und belegte Platz 21 im Einzelzeitfahren, das Straßenrennen beendete er nicht.
Nach fünf Jahren bei AG2R La Mondiale verließ er zur Saison 2018 das Team und wurde Mitglied im kasachischen Astana Pro Team, bei dem er vorrangig als Helfer eingesetzt wurde. 2021 wurde er erneut Kanadischer Meister im Einzelzeitfahren. Bei den Olympischen Sommerspielen 2020 belegte er Platz 13 im Einzelzeitfahren und Platz 85 im Straßenrennen.
Zur Saison 2022 wechselte Houle zum Team Israel-Premier Tech. Im selben Jahr gewann er die 16. Etappe der Tour de France und erzielte damit im Alter von 31 Jahren seinen ersten Erfolg bei einem internationalen UCI-Rennen. Diesen Sieg widmete er seinem Bruder Pierrick, der 2012 von einem betrunkenen Autofahrer überfahren wurde und dabei ums Leben kam.

## Erfolge
2008
- Kanadischer Meister – Straßenrennen (Junioren)

2010
- Kanadischer Meister – Einzelzeitfahren (U23)

2011
- Kanadischer Meister – Einzelzeitfahren (U23)
- Kanadischer Meister – Straßenrennen (U23)

2012
- Kanadischer Meister – Einzelzeitfahren (U23)

2015
- Panamerikanische Spiele – Einzelzeitfahren
- Kanadischer Meister – Einzelzeitfahren

2021
- Kanadischer Meister – Einzelzeitfahren

2022
- eine Etappe Tour de France

## Grand-Tour-Platzierungen
| Grand Tour            | 2015 | 2016 | 2017 | 2018 | 2019 | 2020 | 2021 | 2022 | 2023 | 2024 | 2025 |
| --------------------- | ---- | ---- | ---- | ---- | ---- | ---- | ---- | ---- | ---- | ---- | ---- |
| Giro d’ItaliaGiro     | 113  | 72   | –    | –    | –    | –    | –    | –    | –    | –    | 62   |
| Tour de FranceTour    | –    | –    | –    | –    | 91   | 47   | 66   | 23   | 38   | 50   |      |
| Vuelta a EspañaVuelta | –    | –    | 115  | –    | –    | –    |      | –    | –    | –    |      |